# Стрельников, Владимир Леонидович
Владимир Леонидович Стрельников (род. 25 октября 1939 или 1939, Одесса) — советский и украинский художник, одна из центральных фигур Второго одесского авангарда.

## Биография
Родился 25 октября 1939 в Одессе.
Его дед преподавал в Одессе каллиграфию.
В 1959—1962 годах учился в Одесском художественном училище, но не закончил образование. В 1960-х годах вошел в группу молодых художников-нонконформистов. Принимал участие в «квартирных выставках» не только в Одессе. Выступил одним из основателей творческого объединения «Мамай».
Эмигрировал в Германию под давлением советских спецслужб, которые преследовали его за организацию «квартирных» выставок Стрельников подвергался давлению со стороны советских спецслужб.
В 1978 году он эмигрировал в Вену.
В 1979 году Стрельников поселился в Мюнхене.
В том же году участвовал в неофициальной выставке «Современное искусство из Украины» (Мюнхен — Лондон — Париж — Нью-Йорк).
В 1990-х годах начал приезжать в Одессу, где у него остались жена и сын.

## Творчество
Искусство Владимира Стрельникова находит свое отражение в ландшафте и окружающей среде Чёрного моря. В его творчестве отражаются формальные связи с древнеславянскими иконами, а также «каменные женщины», найденные в степях у Черного моря.

## Цитаты
«Для меня в искусстве всегда самым главным была свобода.» — Владимир Стрельников
«Я один из тех, кто, как говорят на Западе, идет в одиночестве. Можно удивить себя, можно удивить других, но я раб, прикованный к галере — я должен творить свое.» — Владимир Стрельников

## Коллекции

#### Музеи[9]
- Zimmerli Art Museum (Нью-Джерси, США)
- Национальный художественный музей Украины (Киев, Украина)
- Музей современного искусства Украины (Киев, Украина)
- Одесский художественный музей (Одесса, Украина)
- Одесский государственный литературный музей (Одесса, Украина)
- Музей современного искусства Одессы[7] (Одесса, Украина)

#### Частные коллекции[9]
- Галерея современного искусства NT-Art (Одесса, Украина)

## Премии
- 1993 — Первая премия III международной биеннале «ИМПРЕЗА — 93» (в категории живопись), Ивано-Франковск, Украина[9]

## Избранные выставки

###### Персональные выставки[9]
- 2012 — Цвет. Форма. Прогулки. NT-Art Gallery, Одесса, Украина.
- 2012 — ЧЕРНОЕ. БЕЛОЕ. Тушь Перо Бумага. NT-Art Gallery, Одесса, Украина.
- 2011 — "Галерея «Ника», Одесса.[4]
- 2009 — NT-Art Gallery. Одесса, Украина.
- 2007 — «Кляйне Галерие». Розенхайм, Германия.
- 2007 — Галерея «Вилла Мария». Бад Айблинг, Германия.
- 2006 — Галерея «Арте-Фактум». Мюнхен, Германия.
- 2006 — Галерея «Кунсткрайс». Карсфельд, Германия.
- 2004 — Галерея «Сови Арт». Хаматов. Киев, Украина.
- 2000 — Праксис дотор Кобер. Аахен, Германия.
- 1996 — Галерея «Вельти». Мюнхен, Германия.
- 1995 — Музей Западного и Восточного искусства. Одесса, Украина.
- 1994 — Музей современного искусства. Хмельницкий, Украина.
- 1992 — Галерея «Хаймхаузен». Мюнхен, Германия.
- 1992 — Галерея «Батрух». Евер, Германия.
- 1991 — Праксис доктор Маркович. Дюрен, Германия.
- 1991 — Галерея «Вилла Вальдриг». Зиген, Германия.
- 1986 — Галерея «Ателье Анна». Мюнхен, Германия.
- 1985 — Ратхауз. Гермеринг, Германия.
- 1984 — Галерея «Маргелик». Мюнхен, Германия.
- 1984 — Университет. Зиген, Германия.
- 1983 — «Ателье Ридман». Кёльн, Германия.
- 1982 — Гёте Институт. Мюнхен, Германия.
- 1981 — Галерея «Макс Райнер Хоф». Бад Айблинг, Германия.
- 1980 — Украинский Вольный Университет. Мюнхен, Германия (каталог).
- 1978 — Галерея «Альте Шмиде». Вена, Австрия.
- 1977 — Квартира Анатолия Глузман. Одесса, СССР.
- 1966 — Квартира Аллы Шевчук. Одесса, СССР.
- 1964 — Рeдакция газеты «Комсомольская искра». Одесса, СССР.

###### Групповые выставки[9]
- 2013 — «Одесский нефигуратив — 3». Одесский музей западного и восточного искусства, Одесса, Украина.
- 2013 — «Одесская школа. Традиции и актуальность». Мистецкий Арсенал, Киев, Украина.
- 2013 — «Одесская школа. Традиции и актуальность». Арт-Донбасс, Донецк, Украина (каталог).
- 2013 — Бебеля, 19. Квартирные выставки. NT-Art Gallery, Одесса, Украина (каталог).
- 2013 — Бебеля, 19. Квартирные выставки. В рамках проекта IV Fine Art Ukraine. Мыстецкий Арсенал, Киев, Украина (каталог).
- 2012 — Выставка творческого объединения «Мамай» к 95-летнему юбилею газеты «Чорноморські новини». Живопись, графика, скульптура, таракуцы. Литературный музей, Одесса, Украина.
- 2012 — «Автопортрет». Из коллекции А. Дмитренко. Музей западного и восточного искусства, Одесса, Украина.
- 2011 — «Одесский нефигуратив». Выставочный зал одесской областной организации Национального союза художников Украины, Одеса , Украина .
- 2010 — II Fine Art Ukraine. Мыстецкий Арсенал, Киев, Украина.
- 2008 — «Как молоды вы были… Одесские художники-нонконформисты. 60-е — 80-е годы XX века в собраниях Феликса Кохрихта и Анатолия Дымчука». NT-Art Gallery, Одесса, Украина (каталог).
- 2007 — Выставка живописи, графики и скульптуры творческого объединения «Мамай». Музей западного и восточного искусства, Одесса, Украина.
- 2005 — «Одесская школа». The Chambers Gallery, Лондон, Англия (каталог).
- 2005 — "Пора волю здобувати Живопись, графика, скульптура. Выставочный зал одесской областной организации Национальной союза художников Украини, Одесса, Украина (буклет).
- 2004 — «Одеська школа сьогодні. Півстоліття разом». Одесский художественный музей, Одесса, Украина (буклет).
- 2003 — Одесские художники в коллекции М.Кнобеля. Национальный художественный музей Украины, Киев, Украина (каталог).
- 2004 — Третий апрельский салон творческого объединения «Мамай». Морская галерея, Одесса, Украина.
- 2003 — «Світло Півдня». Музей западного и восточного искусства, Одесса, Украина.
- 2002 — Второй апрельский салон творческого объединения «Мамай». Морская галерея, Одесса, Украина.
- 2001 — «Б. С. С. С.» Медитация. Морская галерея, Одесса, Украина.
- 2000 — «До Великодня». Выставка творческого объединения «Мамай». Одесская филиал Греческого фонда культуры, Одесса, Украина.
- 1999 — «Мамай». Выставка к 4-го Всемирного конгресса украинистов. Художественный музей, Одеса, Украина.
- 1999 — Художники неофициального направлении. Андеграунд 60-80 гг. Из коллекции Т.Басанець. Галерея «Мост», Одесса, Украина.
- 1998 — «Galerie Winizki». Мюнхен, Германия (каталог).
- 1998 — «Мамай» і «КУМ». Выставка одесского и львовского творческих объединений. Дворец искусств, Львов, Украина.
- 1998 — «Мамай» і «КУМ». Музей западного и восточного искусства, Одесса, Украина.
- 1997 — «IV-В», «Дух творчості живе за законами свободи», (В. Басанець, В. Маринюк, В. Стрельников, В. Цюпко). Музей західного та східного мистецтва, Одеса, Україна.
- 1996 — Выставка творческих объединений «Арт-клуб-96», «Човен». Музей украинского современного искусства, Хмельницкий, Украина (каталог).
- 1996 — «Одеські мистці — Всесвітньому конгресу українських лікарських Товариств». Одесский медицинский институт им. Пирогова. Одесса, Украина.
- 1993 — III международная биеннале "ИМПРЕЗА — 93″. Ивано-Франковск, Украина (каталог).
- 1990—1991 — «Українські художники з Одеси» Львов — Черновцы — Хмельницкий — Тернополь, Украина.
- 1989 — Украинский Вольный Университет. Мюнхен, Германия (каталог).
- 1989 — «Художники из Украины». Министерство Труда Баварии, Мюнхен, ФРГ.
- 1979 — «Современное искусство из Украины», неофициальная выставка. Мюнхен-Лондон-Париж-Нью-Йорк (каталог).
- 1967 — Дворец работников искусств им. Станиславсеого. Ленинград, СССР.
- 1964—1978 — «квартирные» выставки в Одессе (квартира Александра и Маргариты Ануфриевых, Осипова, 9; квартира В. Асриева, Бебеля, 19 и др.). Москве, Ленинграде.